# Tillandsia sucrei
Tillandsia sucrei es una especie de planta epífita dentro del género  Tillandsia, perteneciente a la  familia de las bromeliáceas. Es originaria de Brasil. 

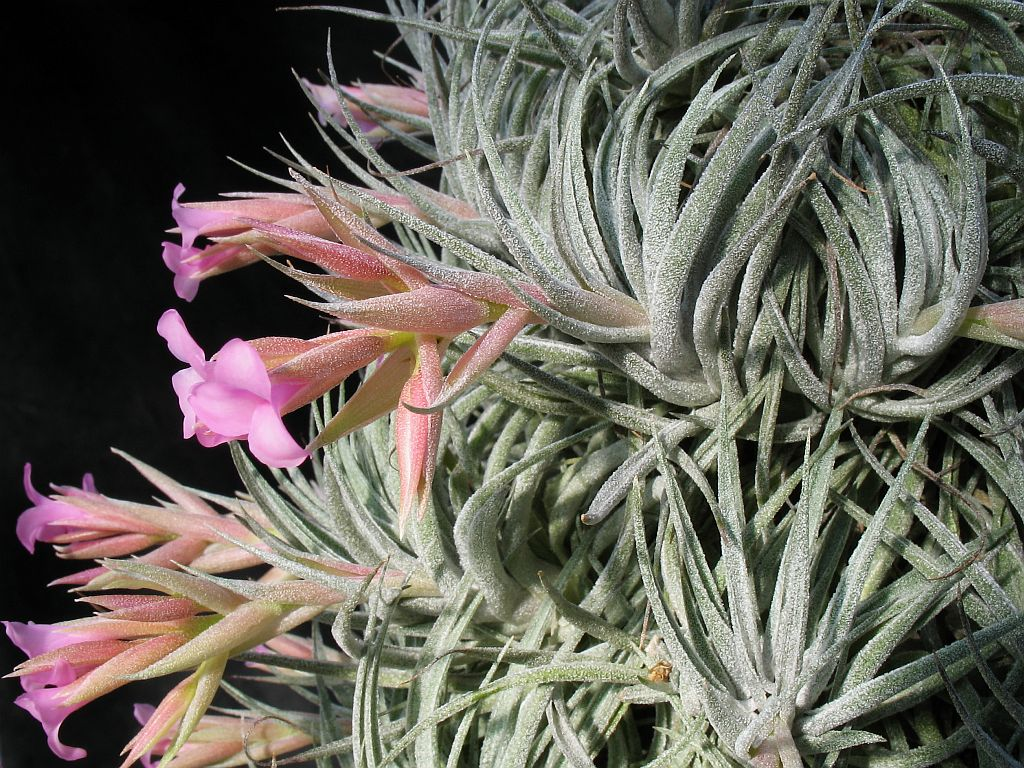
Vista de la planta

## Cultivares
- Tillandsia 'Pink Sugar'
- Tillandsia 'Pink Truffles'

## Taxonomía
Tillandsia sucrei fue descrita por Edmundo Pereira y publicado en Rodriguésia 26(38): 115, t. 4. 1971.
Etimología
Tillandsia: nombre genérico que fue nombrado por Carlos Linneo en 1738 en honor al médico y botánico finlandés Dr. Elias Tillandz (originalmente Tillander) (1640-1693).
sucrei: epíteto latíno que significa  "vertical, erecta"